# Măgura Ilvei
Măgura Ilvei is een Roemeense gemeente in het district Bistrița-Năsăud.
Măgura Ilvei telt 2131 inwoners.